# Schweizerische Gesellschaft für Symbolforschung
Die Schweizerische Gesellschaft für Symbolforschung ist ein Schweizer Verein für die interdisziplinäre Erschliessung von Symbolfeldern und Leistungen des Symbolgebrauchs.
Die Gesellschaft wurde 1983 durch Adam Zweig gegründet und ist seit 1994 assoziiertes Mitglied der Schweizerischen Akademie der Geistes- und Sozialwissenschaften. Sie veröffentlicht die Buchreihe Schriften zur Symbolforschung. Sie veranstaltet jährlich ein Kolloquium zu einem Spezialthema der Symbolforschung.
Bisherige Präsidenten waren Adam Zweig (1983–1990) und der Literaturwissenschaftler Paul Michel (seit 1990).

## Publikationen
Schriften zur Symbolforschung.
Bände 1 bis 13 erscheinen im Verlag Peter Lang, Frankfurt, New York, Oxford. ISSN 0175-6990
1. Symbolforschung
2. Zur Entstehung von Symbolen
3. Kosmos – Kunst – Symbol
4. Adam Zweig: Symbolforschung und Naturwissenschaft
5. Symbolforschung mit politischen, religiösen und ästhetischen Ausdrucksformen
6. Zur Symbolik des Herzens und des Raumes
7. Tiersymbolik
8. Symbolik von Weg und Reise
9. Die biologischen und die kulturellen Wurzeln des Symbolgebrauchs
10. Symbolik des Leibes
11. Symbolik von Ort und Raum
12. Symbole im Dienst der Darstellung von Identität
13. Sinnbildlich schief – Missgeschicke bei Symbolgenese und Symbolgebrauch
14. Präsenz ohne Substanz – Beiträge zur Symbolik des Spiegels  (Pano-Verlag Zürich)
15. Unmitte(i)lbarkeit. Gestaltungen und Lesbarkeit von Emotionen (Pano-Verlag Zürich)
16. Spinnenfuß und Krötenbauch. Genese und Symbolik von Kompositwesen (2013 erschienen, Pano-Verlag Zürich)